# КриптоПанки
КриптоПанки — це колекція невзаємозамінних токенів (NFT) у блокчейні Ethereum. Проєкт був запущений у червні 2017 року студією Larva Labs,  що являв собою команду з двох канадських розробників програмного забезпечення Метта Холла та Джона Уоткінсона. Експериментальний проєкт був натхненний лондонськими панк- сценами, рухом кіберпанку  та виконавцями електронної музики Daft Punk. Блокчейн-проєкт крипто-арту дав поштовх стандарту ERC-721 для NFT і сучасному рухові крипто-мистецтва, що з тих пір став частиною екосистем криптовалюти та децентралізованих фінансів на кількох блокчейнах.
КриптоПанків зазвичай вважають початком NFT-божевілля у 2021 році поряд з іншими ранніми проєктами, включаючи CryptoKitties, Bored Ape Yacht Club та продажем проєкту Біпла (Майка Вінкельмана) Повсякденності. Перші 5000 днів. У контрактах V1 і V2 є 10 000 токенів КриптоПанк.    Через свою рідкісніть та ексклюзивність вони продаються за вищими цінами на відкритому ринку, а також продавалися через аукціонні будинки, такі як Christie's.  2 березня 2022 року анонімний користувач пожертвував КриптоПанка #5364 публічному гаманцю Ethereum українського уряду на протидію російському вторгненню в Україну . 
11 березня 2022 року було оголошено, що всі IP-адреси КриптоПанків були придбані Yuga Labs (материнська компанія та творці проєкту Bored Ape Yacht Club ) за нерозголошену суму. Yuga Labs негайно оголосила, що надає повні комерційні права власникам КриптоПанків.   7 травня 2022 року перенесення було завершено, і весь ринок КриптоПанків переїхав на новий веб-сайт, що належить Yuga Labs. 

## Концепція
Існує 10 000 унікальних КриптоПанків, що являють собою 8-бітні аватарки розміром 24 на 24 пікселі і зображують певних персонажів  (6 039 чоловіків і 3 840 жінок, а також зомбі, мавпи та прибульці) . Усі вони стали дефіцитними завдяки використанню технології блокчейн.  Кожен із КриптоПанків був алгоритмічно згенерований за допомогою комп’ютерного коду, тому немає двох абсолютно однакових символів, причому деякі персонажі зустрічаються рідше, ніж інші. Спочатку вони були випущені безкоштовно, і їх міг отримати кожен, хто має гаманець Ethereum. Єдиними витратами, щоб отримати КриптоПанків під час їх початкового випуску, були комісії «gas fees» Ethereum (ETH), які на той час були незначними, оскільки Ethereum на той час був маловідомий і користувались ним рідко. Крім типу персонажа, існував потенціал 87 додаткових атрибутів.

## Суперечки

### Флеш кредит
У жовтні 2021 року було здійснено єдину транзакцію NFT на суму 124 457 ефірів (532 мільйони доларів США на момент продажу) щодо КриптоПанка #9998, що набагато більше, ніж усі попередні продажі NFT. Це призвело до припущень у соціальних мережах про якесь шахрайствао, використання вразливості системи безпеки або відмивання грошей . Larva Labs повідомила, що покупка була здійснена за допомогою швидкої позики, коли власник NFT купив предмет у себе за позичені гроші, взявши та повернувши позику в рамках однієї транзакції блокчейну . Згодом, виходячи з історії записів і відповідної статистики, Larva Labs визнала продаж недійсним. 

### Аукціон Sotheby's 104 КриптоПанки
На початку 2022 року був оголошений аукціон Sotheby's для єдиного лота зі 104 КриптоПанків.  Аукціон відбувся 23 лютого 2022 року, але його продавець ( 0x650d ) передумав через 23 хвилини після початку аукціону та вирішив відкликати аукціон, щоб зберегти весь лот. 

## Зовнішні посилання
- Офіційний веб-сайт